# Matriz de Ataque Mundial
A Matriz de Ataque Mundial é um documento secreto que descreve operações secretas em cerca de 80 países na Ásia, Oriente Médio e África criado como consequência dos Ataques de 11 de Setembro de 2001. A matriz foi formalmente mencionada pelo diretor da CIA George J. Tenet em uma entrevista coletiva realizada em Camp David no dia 15 de Setembro de 2001. O repórter Bob Woodward do jornal estadunidense Washington Post foi o primeiro a mencionar o referido documento ao publicar uma série de artigos em janeiro de 2002. Na época da publicação, as operações descritas em tal documento estavam acontecendo ou sendo propostas.
Em setembro de 2001, pouco após os ataques ao World Trade Center em Nova Iorque, o presidente George W. Bush autorizou incondicionalmente a implementação do que está descrito no documento, que tem como objetivo assassinar líderes e pessoas importantes em oitenta países pelo mundo. A autorização para a Matriz de Ataque Mundial deu a CIA uma carta branca virtual para conduzir assassinatos políticos pelo mundo, sob o pretexto da "guerra contra o terrorismo". É através da suposta guerra contra o terrorismo que se busca legitimar as operações secretas.
As operações, em andamento ou sendo recomendadas, variariam de "propaganda ideológica a ações letais secretas em preparação para ataques militares". 
Alguns analistas acreditam que a Venezuela também é um possível alvo para intervenções, sejam elas militares ou não, com o intuito de remover presidentes do poder. Como exemplo, pode-se citar como uma das operações já levadas a cabo, o golpe contra o presidente Hugo Chavez em abril de 2002.